# Katholische Jugendarbeit
Katholische Jugendarbeit ist der zusammenfassende Begriff für die Jugendarbeit im Rahmen der römisch-katholischen Kirche. Sie umfasst einerseits Angebote von Seelsorgern und Kirchengemeinden an Jugendliche, hat aber auch Elemente von selbstgesteuerten Aktivitäten von Jugendlichen in Eigeninitiative.
Kirchliche Jugendarbeit ist eine Form von Sozialisation sowohl in der Kirche (z. B. als Jugendkatechese) als auch in der Gesellschaft (z. B. als offene oder verbandliche Jugendarbeit). Der Vielfalt der Arbeitsformen entspricht die Vielfalt der Träger der katholischen Jugendarbeit: Pfarreien, Jugendverbände, Orden, geistliche Gemeinschaften und freie Initiativen. Angesichts dieser Vielfältigkeit lassen sich kaum zuverlässige Zahlen darüber gewinnen, wie viele Jugendliche sich heute in der katholischen Jugendarbeit treffen.

## Ziele katholischer Jugendarbeit
Nach den von der Deutschen Bischofskonferenz 1991 herausgegebenen Leitlinien versteht sich die kirchliche Jugendarbeit als „Dienst der Kirche durch junge Menschen, mit ihnen und für sie“. Nach dem Beschluss der Würzburger Synode will die Kirche damit dem jungen Menschen dienen, "indem sie ihm hilft, sich in einer Weise selbst zu verwirklichen und eine Gesellschaft zu gestalten, die von den Heranwachsenden als sinnvoll und menschenwürdig erfahren werden kann. Ziel der kirchlichen Jugendarbeit ist deshalb „nicht Rekrutierung, sondern Motivation und Befähigung, das Leben am Weg Jesu zu orientieren“. Dabei will die Katholische Kirche die Lebenswelt der jungen Menschen ebenso berücksichtigen wie die gesamtgesellschaftliche Situation.

## Kirchliche Jugendarbeit in der römisch-katholischen Kirche
Die Jugendarbeit der römisch-katholischen Kirche erwuchs aus den Pfarreien (Pfarrjugend). Zwischen den beiden Weltkriegen entstanden regionale, überregionale und deutschlandweite Zusammenschlüsse, Vereine oder Verbände. Diese gingen aus der Jugendbewegung und auch den Gesellenvereinen des Kolpingwerkes hervor, darüber hinaus spielten bereits bestehende Verbünde (z. B. die Welt-Pfadfinderbewegung) eine Rolle, deren Arbeit eine Vereinsstruktur zugrunde lag.
Nach dem Zweiten Weltkrieg fanden sich Pfarrjugendgruppen wieder, die in der Zeit des Nationalsozialismus nicht verboten worden waren, weil es sich nicht um kirchliche Vereine oder Verbände handelte. Auch die früheren Verbände, die ab 1937 verboten worden waren, wurden wieder gegründet. Die Deutsche Bischofskonferenz förderte die Gründung von Jugendverbänden. Neben den einzelnen Verbänden wurde 1947 ein Dachverband für alle katholischen Jugendverbände ins Leben gerufen, der Bund der deutschen katholischen Jugend (BDKJ).
Bis heute gibt es ein Nebeneinander von Jugendgruppen auf Pfarrei- oder Verbandsebene. Die Verbände sind zwar ebenfalls auf Pfarreiebene aktiv, agieren jedoch überregional.

### Gliederung und Organisationsstruktur katholischer Jugendarbeit
Aufgrund des Nebeneinanders von verbandlichen und nicht verbandlichen Jugendgruppen hat sich eine zweigleisige Organisationsstruktur gebildet. Die Strukturen sind zwar ähnlich, sollen aber dennoch getrennt voneinander erklärt werden, da beide Strukturen miteinander und ineinander verwoben sind. 
Die Strukturen der katholischen Jugendarbeit sind nicht einheitlich. Sie unterscheiden sich von Diözese zu Diözese teilweise sogar von Dekanat zu Dekanat.
| Ebene               | Bezeichnung              | Tätigkeit |
| ------------------- | ------------------------ | --- |
| Gruppe              | Jugendgruppe             | Hier treffen sich Kinder und Jugendliche zu gemeinsamen Gruppenstunde, Aktionen in der Pfarrei usw. |
| Pfarrei             | Leiterrunde/Leitungsteam | Die einzelnen Gruppenleiter treffen sich für gemeinsame Absprachen und wählen aus ihrer Mitte eine Pfarrjugendleitung; die Leitung vertritt die Interessen der Jugendlichen und Kinder in Gremien wie dem Pfarrgemeinderat und ggf. dessen Sachausschuss Jugend.                                                                            |
| Dekanat             | Dekanatsvollversammlung  | Die Pfarrjugendleitungen treffen sich für gemeinsame Absprachen oder um Großprojekte zu organisieren. Aus ihrer Mitte wählen sie den BDKJ-Vorstand; erste Ebene, die auch für die Ausbildung von Gruppenleitern verantwortlich ist. Die (Erz-)Bischöflichen Jugendämter haben auf dieser Ebene erste Stellen mit hauptberuflichem Personal. |
| Diözese             | Diözesanversammlung      | Die Dekanatsvorstände und Verbandsvorstände treffen sich (für ähnliche Aufgaben wie oben) und wählen den Diözesanvorstand, der stellenweise hauptberuflich tätig ist. |
| Bund                | Bundesversammlung        | Die Diözesanvorstände wählen den Bundesvorstand des BDKJ; der Bundesvorstand ist direkte Bindeglied zur Deutschen Bischofskonferenz und vertritt die kirchlichen Jugendverbände in der Öffentlichkeit. |
| Europa und weltweit | Europakonferenz          | Die großen katholischen Jugendverbände sind Mitglied in internationalen Dachverbänden oder selbst schon international organisiert. |

Die jeweiligen Vorstände des BDKJ haben Gast- und Beratungsrecht bei allen Versammlungen der jeweiligen Ebenen. So besucht der BDKJ-Dekanatsvorstand die Ortsgruppen in den Pfarreien, der Diözesanvorstand die Bezirke bzw. Dekanate, et cetera.
In manchen Diözesen wurden die Dekanatsstellen zu Regionalstellen zusammengefasst. In anderen Diözesen gibt eine Regionalebene als Bindeglied zwischen Dekanat und Diözese. Ebenso bildeten sich über den Diözesanstellen überregionale Zusammenschlüsse als informative Ebene (z. B. in Bayern). Diese Außenstellen des (erz-)bischöflichen Jugendamtes bieten, unter anderem auch folgende Angebote an:
- Ferienfreizeiten
- Tage der Orientierung für Schulklassen
- Regionale Jugendtage
- Jugendgottesdienste
- Regelmäßige spirituelle Angebote
- Projekttage
- Schulungen für Gruppenleiter und Engagierte

Viele Regional- oder Dekanatsstellen stellen zudem einen großen Materialfundus für Engagierte in der kirchlichen Jugendarbeit bereit. Dort können beispielsweise Beamer, Spiele oder andere Geräte die für die Anschaffung für kleinere Gruppe unrentabel wären, gegen eine meist kleine Gebühr ausgeliehen werden.
Die verbandlichen Strukturen sind von Verband zu Verband unterschiedlich. Dennoch gibt es Ähnlichkeiten, die oft an der kirchlichen Struktur ausgerichtet sind.
| Ebene                          | Bezeichnung                               | Tätigkeit |
| ------------------------------ | ----------------------------------------- | --- |
| Gruppe                         | Jugendgruppe/Altersstufe                  | Hier treffen sich Kinder und Jugendliche zu gemeinsamen Gruppenstunde, Aktionen in der Pfarrei usw. |
| Pfarrei                        | Ortsgruppe/Stamm/Leiterrunde/Leitungsteam | Die einzelnen Gruppenleiter treffen sich für gemeinsame Absprachen und wählen aus ihrer Mitte einen Vorstand; die Leitung vertritt die Interessen der Jugendlichen und Kinder in Gremien wie dem Pfarrgemeinderat und ggf. dessen Sachausschuss Jugend. Die Orts-/Stammesvorstände besuchen auch die Dekanatsebene des BDKJ. |
| Region/Dekanat/Stadt/Landkreis | Bezirk/Arbeitsgemeinschaft                | Die Vorstände treffen sich für gemeinsame Absprachen oder um Großprojekte zu organisieren. Aus ihrer Mitte wählen sie den Bezirks/AG-Vorstand; erste Ebene, die auch für die Ausbildung von Gruppenleitern verantwortlich ist.                                                                                               |
| Diözese                        | Diözesanversammlung/Diözesankonferenz     | Die Bezirks-/AG-Vorstände treffen sich (für ähnliche Aufgaben wie oben) und wählen den Diözesanvorstand. Die Verbandsvorstände besuchen auch die Diözesanversammlung des BDKJ. |
| Bund                           | Bundesversammlung                         | Die Diözesanvorstände wählen den Bundesvorstand. Der jeweilige Bundesvorstand ist auch beim BDKJ vertreten. |

### Internationale Jugendarbeit
| BDKJ-Verband  | Internationaler Dachverband  | Weitere Informationen |
| ------------- | ---------------------------- | --------------------- |
| KjG           | Fimcap                       |                       |
| KLJB          | Mijarc                       |                       |
| Kolpingjugend | Internationale Kolpingjugend |                       |
| KSJ           | JECI-MIEC                    |                       |